# شركة ميتاج
إحدى الشركات العملاقة الأمريكية التي قلمت بولاية ايوا الأمريكية تأسست شركة Maytag عام 1893 في ولاية ايوا الأمريكية من قبل السيد فرد ميتاغ وثلاثة من أصدقائه وكانت في البداية متخصصة بإنتاج الآلات الزراعية وتحولت منتجات الشركة إلى صناعة الغسالات.
السيد فريد ميتاغ ينحدر من أسره تسكن ولاية ايوا الأمريكية والذي كان يعمل كمزارع في أحد المزارع في الولاية .
في عام 1893 أسس السيد فرد ميتاغ شركة صغيرة متخصصة بإنتاج الآلات الزراعية مع ثلاثة من أصدقاءه .
في عام 1907 قامت الشركة بتنويع إنتاجها وذلك بإنتاج أول غسالة في محاولة منها لتنويع منتجاتها بحيث تستطيع مواصلة الإنتاج على مدار العام.
في عام 1909 أصبح السيد Maytag FRED المالك الوحيد للشركة وقام بإلغاء خطوط الإنتاج التي تستخدم في صناعة المواد الزراعية واخذ يركز على صناعة الغسالات حيث أنتجت الشركة غسالات تعمل على البنزين ولا تتطلب التشغيل الكهربائي فأصبحت ذات شعبية عالية في المناطق الريفية / الولايات المتحدة الأمريكية حيث كان معدل الحصة السوقية لها ما بين 1920-1930 في الولايات المتحدة الأمريكية يتراوح بين 40% إلى 50%.
في نهاية الحرب العالمية الثانية دخلت السوق شركة قامت حديثا تدعى Bendix بإنتاج غسالة أوتوماتيكية ذات كفاءة عالية في عملية الغسيل تفوق كفاءة Maytag بينما ترددت Maytag في التحول إلى الغسالات الأوتوماتيكية بسبب عدم قدرة خطوطها الإنتاجية الحالية على إنتاجها والحاجة إلى تكنولوجيا مكلفة مما أدى إلى تدني حصة الشركة بالسوق إلى 8 % عام 1954.
إلا أنها عادت وارتفعت إلى 15% عام 1967 بفضل الدعاية الإعلانية وثقة الناس بها .
في عام 1978تولى المؤسسة مدير جديد يدعى Danial Krumm واستخدم إستراتيجية التوسع واشترت المؤسسة عدة مؤسسات أخرى قامت بضمها إليها حتى عام 1986 حيث قررت التوسع إلى السوق الدولي بالشراكة مع شركة أخرى .